# Diasporanovelle

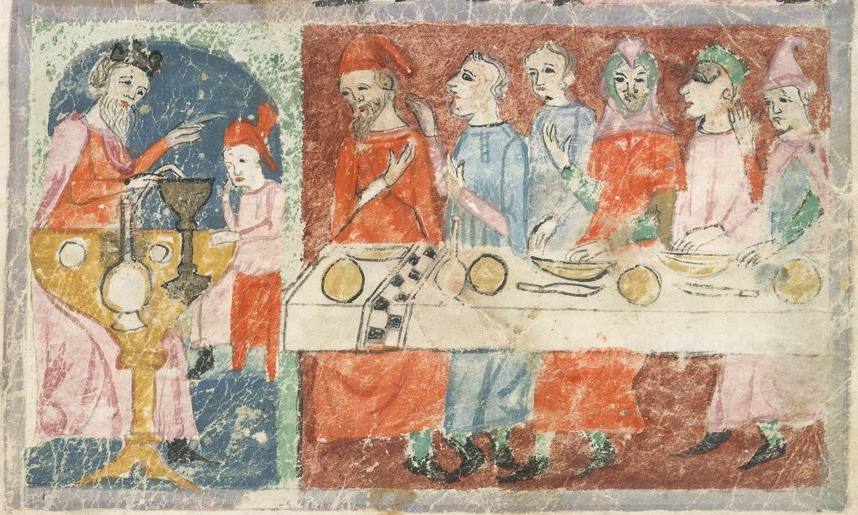
Josef beim Bankett mit seinen Brüdern (Sister Haggadah, 14. Jahrhundert, British Library)

Diasporanovelle ist ein Fachbegriff der Bibelexegese. Er wurde in den 1970er Jahren von dem Alttestamentler Arndt Meinhold als literarische Gattung sowohl der Josefsgeschichte (Buch Genesis, Kapitel 37.39–50) als auch des Buchs Ester vorgeschlagen.

## Diasporanovelle nach Meinhold
Meinhold erstellte anhand der Josefsgeschichte ein Gattungsformular, das er im Buch Ester ebenfalls aufzeigte:
| | Josefsgeschichte | Buch Ester |
| --- | --- | --- |
| A Vorgeschichte | Konflikte unter den Söhnen Josefs | Verstoßung der persischen Königin Waschti |
| B Vorstellung der Hauptperson(en) | Josef, der Träumer | Mordechai und Ester |
| C Kleiner Aufstiegsbericht: „Die Hauptperson rückt ein Stück aus ihrer anfänglich bedeutungslosen Stellung heraus, ohne bereits den gesamten Aufstieg zu erreichen.“ | a) Josef, als Sklave verkauft, erreicht eine führende Stellung im Haushalt des Ägypters Potifar. b) Josef, aufgrund der Anschuldigung von Potifars Frau im Gefängnis, steigt dort zum Assistenten des Gefängnisverwalters auf. Er deutet zwei Mitgefangenen, Oberbäcker und Obermundschenk, ihre Träume. | Ester wird in den Harem des persischen Königs aufgenommen und findet dort Gunst. Der König bevorzugt sie gegenüber den Mitbewerberinnen und macht sie zur neuen Königin. |
| D Bedeutungsnachweis | Josef deutet die Träume des Pharao und berät ihn (Vorratshaltung angesichts einer künftigen Hungersnot). | Mordechai deckt ein Komplott gegen den Perserkönig auf. |
| E Standhaftigkeitsprobe | Josef lehnt ein sexuelles Angebot von Potifars Frau ab. | Mordechai verweigert die Proskynese vor Haman. |
| F Gefährdung (der Hauptperson und ihrer Gruppe) aufgrund der Standhaftigkeit                                                                                         | Potifars Frau bezichtigt den Sklaven Josef eines Vergewaltigungsversuchs. Er kommt ins Gefängnis. | Haman plant daraufhin nicht nur die Bestrafung Mordechais, sondern die Vernichtung des ganzen jüdischen Volkes. Er erwirkt beim König ein Vernichtungsedikt. |
| G Versuch der Hauptperson, sich durch eigene Aktivität aus der misslichen Lage zu befreien                                                                           | Josef bittet den Obermundschenk, sich für seine Freilassung aus dem Gefängnis einzusetzen. | a) Mordechai überzeugt Ester, sich für die Rettung der Juden in Persien einzusetzen. b) Ester enthüllt dem König, dass sie Jüdin ist, und bittet um Gnade für ihr Volk. Haman wird als Feind entlarvt. c) Auch nach Hamans Hinrichtung bleibt das Vernichtungsedikt gegen die Juden zunächst in Kraft. Ester bittet den König, das Edikt aufzuheben. |
| H Unfähigkeit der Mehrheitsgesellschaft, ein auftretendes Problem zu lösen                                                                                           | Kein ägyptischer Experte kann die beunruhigenden Träume des Pharao deuten. | |
| I Aufhebung der Gefährdung | Der Pharao ordnet Josefs Freilassung aus dem Gefängnis an. | zu b) Hamans Versuch, seinen Untergang durch Esters Fürbitte noch aufzuhalten, wird vom König als Annäherung missverstanden und bewirkt nun erst recht sein Todesurteil. zu c) Da er sein Edikt nicht widerrufen kann, gestattet der Perserkönig den angegriffenen Juden die Gegenwehr.                                                              |
| K Gunstgewinn bei der Mehrheitsgesellschaft | Nach erfolgreicher Traumdeutung wird Josef vom Pharao geehrt. | Mordechais Verdienst bei der Aufdeckung des Komplotts wird dem Perserkönig bekannt. Er erhält verschiedene Ehrungen, die Haman eigentlich für sich bestimmt hatte. |
| L Anerkennung des Erfolgs durch die Mehrheitsgesellschaft | Angehörige des ägyptischen Hofs und der Pharao selbst betrauen Josef mit der Umsetzung seiner Ratschläge (Vorratshaltung). | Hamans Frau und seine Freunde sehen in dem Judesein Mordechais den Grund für seinen unaufhaltsamen Aufstieg am Hof. |
| M Erhöhung | Josef wird als Vizekönig eingesetzt und proklamiert. | Nach Hamans Hinrichtung wird Mordechai vom König geehrt. |
| N Positive Konsequenzen für die Mehrheitsgesellschaft | Josefs Vorratshaltung rettet der ägyptischen Bevölkerung in der Hungersnot das Leben. | Die Einwohner der Stadt Susa freuen sich mit Mordechai über dessen Ehrung. |
| O Positive Konsequenzen für die eigene Gruppe | Jakobs Familie wird dank des Getreides aus Ägypten ebenfalls aus der Hungersnot gerettet; sie siedelt sich in Ägypten an. | Nach überwundener Gefahr herrscht große Freude, es werden Feste gefeiert, und viele Proselyten schließen sich dem Judentum an. |

Das Gattungsthema der Josefsgeschichte ist nach Meinhold, das Leben in der jüdischen Diaspora zu deuten und seine Perspektiven aufzuzeigen. Als Sitz im Leben vermutete er: „Mit ihrer freundlichen und positiven Hinwendung zum Fremdland ist die Josephsgeschichte in der Diaspora und für sie entstanden.“
Das Gattungsthema des Esterbuchs sieht Meinhold ähnlich wie bei der Josefsgeschichte, nimmt aber einen anderen Sitz im Leben an: ein Teil der jüdischen Diaspora mit einem elitären Selbstbewusstsein richte sich mit dieser Erzählung gegen eine freundliche Hinwendung zur Mehrheitsgesellschaft und propagiere nach negativen Erfahrungen mit dieser, sich auf das eigene Überleben zu konzentrieren.

## Rezeption und Kritik
Die Gattungsbestimmung als Diasporanovelle legt eine Spätdatierung der betreffenden Schrift nahe, da jüdische Diasporagemeinden beispielsweise in Ägypten vorausgesetzt sind. Dies kollidiert im Fall der Josefsgeschichte mit einem bis auf Julius Wellhausen zurückgehenden Deutungstyp, dem zufolge sich diese Erzählung mit der Legitimität der Herrschaft eines Bruders über die andern Brüder befasst, d. h. mit der Begründung des Königtums. Sie wäre dann in der (frühen) Königszeit entstanden. Erhard Blum und Kristin Weingart vertraten 2017 die Position, dass die ursprüngliche Josefsgeschichte im Nordreich Israel zur Zeit des Königs Jerobeam II. (8. Jahrhundert v. Chr.) entstanden sei. Sie begründe die Ambitionen des Nordreichs (= Josef) auf Dominanz über das Südreich (= Juda und Benjamin). Das starke Interesse Josefs für Benjamin löse diesen heraus aus seiner zeitweiligen Verbindung mit Juda. Josefs Aufstieg am ägyptischen Hof ist für Blum und Weingart ein literarisches Motiv, das keinen Erfahrungshintergrund einer jüdischen Diaspora in Ägypten benötige. Sie verweisen hierzu auf die Sinuhe-Erzählung als literarisches Vorbild. Konrad Schmid meint dagegen, dass die Besonderheiten der Biografie Josefs, z. B. die Ehe mit einer ägyptischen Priesterstochter oder seine Söhne Ephraim und Manasse als „halbe Ägypter“, besser verständlich sind, wenn es eine jüdische Diaspora in Ägypten gab. Da die Sonderstellung Josefs unter den Brüdern auch für ihn einen Bezug zum Nordreich Israel hat, schlägt er vor, in der Josefsgeschichte eine frühe Diasporanovelle zu sehen, die relativ bald nach dem Untergang des Nordreichs niedergeschrieben worden sei.
Weniger strittig ist die Bezeichnung Diasporanovelle für das Esterbuch. Beate Ego zufolge kann dieses Werk „als eine Diasporanovelle bezeichnet werden, die stark weisheitliches Gepräge hat und als Festlegende fungiert.“
Nachdem bereits Ludwig August Rosenthal im ausgehenden 19. Jahrhundert auf zahlreiche Gemeinsamkeiten der Erzählungen von Josef, Ester und Daniel hingewiesen hatte, wird die Bezeichnung Diasporanovelle von einigen Exegeten auch auf die Danielerzählung (Buch Daniel, Kapitel 1–6) angewandt.